# Ресуляни
Ресу̀ляни, още Ресул или Ресула (на гръцки: Βέλος, Велос, до 1928 Ρεσούλιανη, Ресуляни, до 1959 Καλονέρι, Калонери, катаревуса Καλονέριον, Калонерион), е село в Егейска Македония, Гърция, дем Хрупища, област Западна Македония.

## География
Селото се намира на около 10 километра южно от демовия център Хрупища (Аргос Орестико), на 640 m надморска височина на левия бряг на Беливод (Велос). На юг граничи с населишките села Крионери (Девла) и Стерна (Сломища).

## История

### В Османската империя
В края на XIX век Ресуляни е гръцко село в Населишка каза на Османската империя. То е разположено на самата българо-гръцка езикова граница – на север от него са българоезичните села Бела църква и Песяк, както и двуезичното Моласи.
През 1874 година в селото е построена църквата „Свети Илия“. Според статистиката на Васил Кънчов („Македония. Етнография и статистика“) в 1900 година в Ресуля живеят 100 гърци християни.
На Етнографската карта на Битолския вилает на Картографския институт в София от 1901 година Ресулян е чисто помашко (гръцко мохамеданско) село в казата Населица на Серфидженския санджак с 15 къщи.
На етническата карта на Костурското братство в София от 1940 година, към 1912 година Ресулъ е обозначено като гръцко селище.

### В Гърция
През Балканската война селото е окупирано от гръцки части и остава в Гърция след Междусъюзническата война. През 1913 година при първото преброяване от новата власт в Ρεσούλιανη са регистрирани 129 жители. В 1928 година селото е прекръстено на Калонери, а в 1959 – на Велос.
Селото произвежда жито, тютюн и частично със скотовъдство.
| Година    | 1913 | 1920 | 1928 | 1940 | 1951 | 1961 | 1971 | 1981 | 1991 | 2001 | 2011 | 2021 |
| --------- | ---- | ---- | ---- | ---- | ---- | ---- | ---- | ---- | ---- | ---- | ---- | ---- |
| Население | 129  | 117  | 145  | 193  | 169  | 135  | 88   | 109  | 115  | 98   | 77   | 32   |